# Сирика, Джон
Джон Джозеф Сирика (англ. John Joseph Sirica; 1904—1992) — американский юрист, судья федерального суда округа Колумбия. Имел прозвище Maximum John, так как присуждал, как правило, наивысшую меру наказания, судья в скандальном деле «Уотергейт».

## Биография
Окончил юридический факультет Джорджтаунского университета в 1926 г. со степенью бакалавра права. Затем он работал в основном, адвокатом; с 1930 по 1934 гг. он был заместителем федерального прокурора округа Колумбия, но вернулся к частной практике с 1934 по 1957 годы. Как республиканец, назначен в 1957 г. президентом США Дуайтом Эйзенхауэром в окружной суд федерального округа.

## Уотергейтский скандал
Приобрёл известность как руководитель судебного процесса о взломщиках в гостинице «Уотергейт». Он с самого начала не верил в то, что взломщики действовали по собственной инициативе. Под угрозой длительного тюремного заключения обвиняемый Джеймс Маккорд-мл передал судье письменное заявление. Сирика зачитал его в открытом заседании:
1. взломщики до сих пор молчали вследствие политического давления;
2. Маккорд поэтому солгал под присягой;
3. во взломе замешаны другие политики.

В зале судебного заседания разразился хаос. Это заявление стало первой трещиной в заговоре молчания Белого дома. Таким образом, судебное разбирательство было не концом, а началом скандала.
За роль в Уотергейтском скандале был объявлен журналом Time Человеком 1973 года. С 1971 по 1974 гг. Сирика был председателем Окружного суда округа Колумбия; в 1977—1986 гг. - действительный член суда, главный судья.
В 1979 г. в соавторстве с Джоном Стэксом (англ. John Stacks) издал мемуары «To Set the Record Straight» (Внести ясность), в которых подробно описал своё участие в Уотергейтском скандале.